# Christmas (Jesu)
Christmas è un EP del gruppo musicale Jesu, pubblicato nel 2010.

## Tracce
1. Christmas – 8:45
2. Christmas (Pale Sketcher Remix) – 5:33
3. Christmas (Final Remix) – 14:11

## Formazione

### Gruppo
- Justin Broadrick – voce, strumenti